# Sambuca (licor)

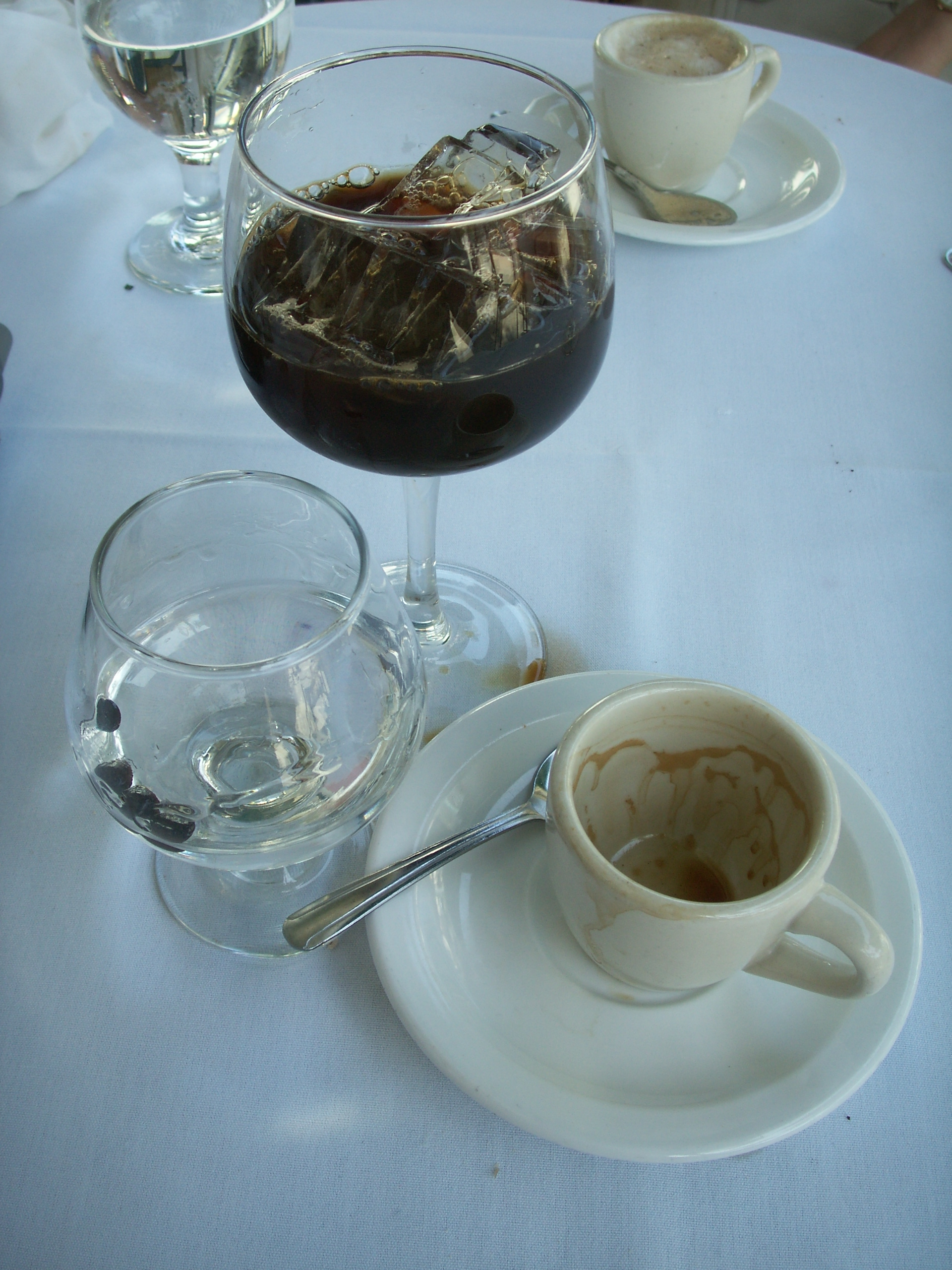
Sambuca con café y hielo.

La sambuca es un licor dulce y fuerte basado en el anís,  típico de Italia y más concretamente de Lacio. También recibe el cariñoso  diminutivo de “sambuchina”.  La legislación comunitaria lo regula otorgándole una “denominación de venta”. Entre los requisitos exigidos para que este licor pueda ser expedido como “sambuca” se exige que esté hecho con anís, tanto verde como estrellado, e incluso con otras hierbas aromáticas; pero no se exige la presencia de saúco en el licor. 
Siempre tiene regaliz
Etimológicamente, sambuco significa “saúco”; es decir, el arbusto conocido como Sambucus nigra L., según Zingarelli. Emmanuel y Madelene Greenberg  lo describen como un licor aromatizado con saúco. Tales afirmaciones plantean el problema de explicar cómo es posible que, en un licor de saúco,  el saúco pueda estar ausente.
Se ha propuesto otra etimología: Gordon Brown, aunque no es filólogo, sino especialista en bebidas alcohólicas, ha propuesto que deriva de zambur, que a su vez deriva de zummu, una bebida de origen árabe, proveniente de su influencia tras la conquista de Sicilia. Nadie, en cambio, le ha atribuido provenir de la embarcación llamada “sambuco”, ni de la máquina de guerra llamada “sambuca”.
Marcas conocidas son Ramazzoti, Molinari, Romana y Vaccari. El modo más típico de servirlo es flamearlo en presencia de granos de café, con mosca, como si se hubiesen caído y ahogado algunas moscas en la infusión de café. Si se toma sin flambear, el café no llega a impregnar el líquido. Por ello también existen sambucas que ya contienen la infusión de café. Opal Nera es una marca muy conocida de esta clase de sambuca. Un resultado muy parecido se consigue echando un poco de café a la sambuca. El fruto del saúco —unas bolitas negras, con fama de ser buenas para el reuma—  tiene bastante parecido con los granos de café. Quizá el café acabó sustituyendo el saúco. Se explicaría así la conexión de la sambuca con el saúco. Pero habría que demostrarlo.

## Preparación
La base de la sambuca está constituida por aceites esenciales obtenidos de la destilación al vapor de semillas de anís estrellado, el cual confiere al licor un fuerte perfume de anís, soluble en el alcohol en estado puro, a lo cual se ha añadido una disolución concentrada de azúcar y otros aromas naturales.
Es similar al anisete, aguardiente de anís.

## Historia
El nombre de sambuca deriva de una palabra árabe, probablemente "zammut". Así se llamaba una bebida a base de anís que llegaba al puerto de Civitavecchia en barcos procedentes del Oriente.
El nombre italianizado se daba a un licor, también a base de anís, nacido en Civitavecchia tiempo atrás, y que por tanto no tenía nada que ver con la planta del saúco. En realidad, en esta ciudad portuaria de la provincia de Roma se produce desde hace más de 130 años un licor de anís llamado precisamente sambuca. La primera comercialización fue a finales del siglo XIX en Civitavecchia por Luigi Manzi, cuya “Sambuca Manzi” se produce aún hoy día. En 1945, recién acabada la guerra, nació la “Sambuca Extra Molinari” por iniciativa del Comendador Angelo Molinari.

### Pura

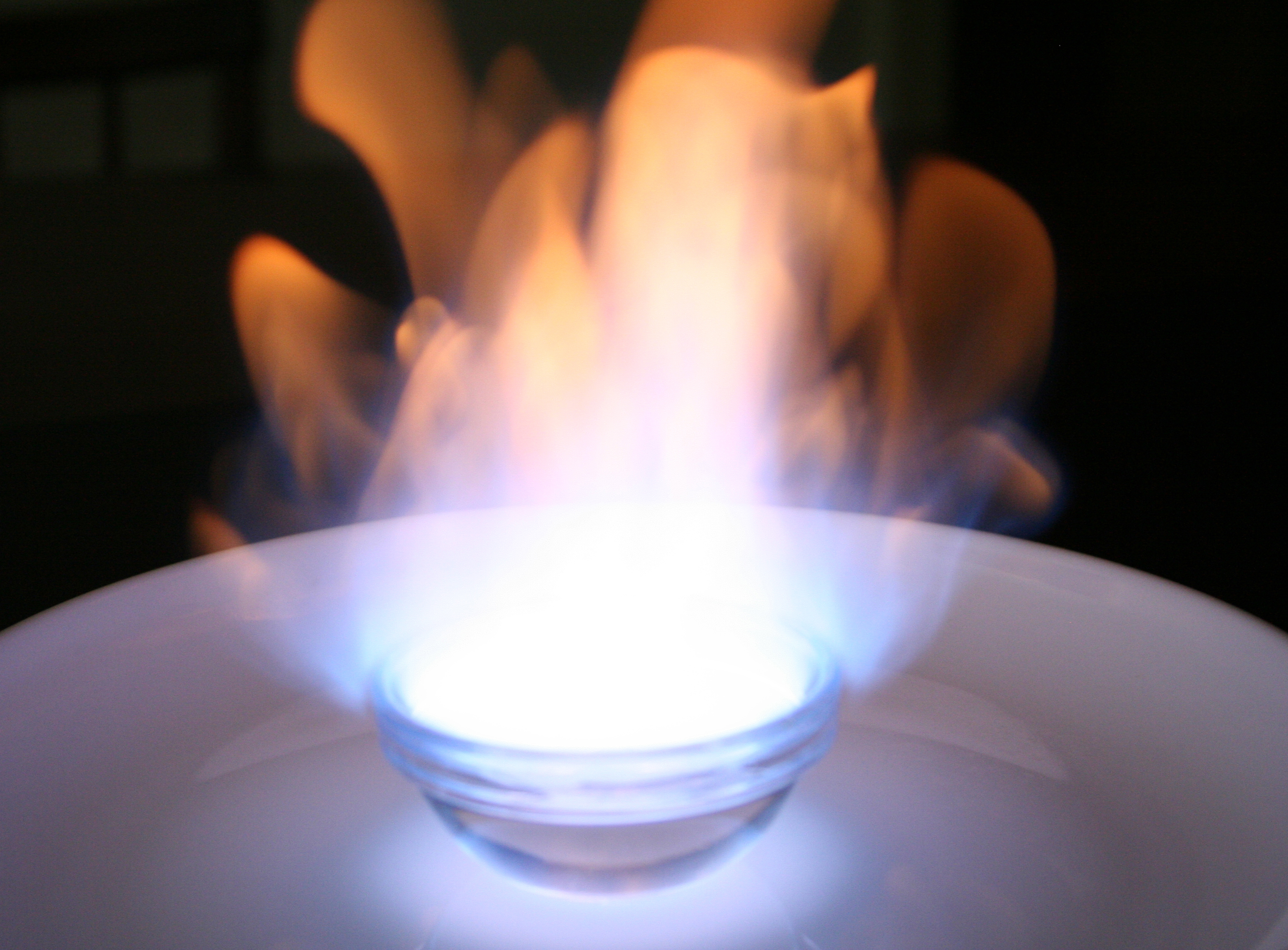
Sambuca flambeado.

La sambuca puede servirse pura después del café o simplemente para tomar un trago. Como adorno, se pueden añadir uno o dos granos de café, la llamada “mosca”, que realza el gusto al masticarla mientras se bebe.

### Con hielo
La sambuca puede servirse con hielo, con uno o dos granos de café como adorno. Ésta es una elección óptima para degustar la sambuca: además de ser agradablemente fresca, ciertamente el hielo le resalta mucho las propiedades aromáticas.

### Con un grano de café tostado
La sambuca puede servirse pura, con un grano de café tostado sumergido en el vaso. En el bar bastará pedir una "sambuca con mosca", y el camarero entenderá al vuelo. El grano de café debe resaltar el dulzor y la frescura del licor.

### Añadida al café
La sambuca puede utilizarse como aditivo para el café. El característico gusto de la sambuca, dulce pero al mismo tiempo fuerte, va muy bien con el aroma del café.

### Con agua
La sambuca a la que se ha añadido agua fría es una agradable bebida refrescante y que quita la sed, ideal para los días veraniegos. Óptima también durante las comidas, para acompañar platos a base de pescado.

### Flameada
Debe utilizarse un vasito estrecho (tubo), encender la sambuca en su superficie, tapar el vaso con la palma de la mano y agitar el vaso un poco mientras se queda pegado a la palma de la mano. Apartar la mano, inhalar el aroma que desprende y en seguida beberla toda de un trago. De manera tradicional, se agregan 7 granos de café que aromatizan la sambuca, los cuales representan las siete colinas de Roma.

## Licores similares
La sambuca es sólo uno de tantos licores a base de anís que se producen sobre todo en el área mediterránea.
Los más famosos son:
- Ouzo, Grecia
- Pastis, Francia
- Anís, España
- Raki, Turquía
- Arak (bebida), Oriente Próximo
- Tutone, Sicilia, Italia